# حمض الليمون
حمض الليمون أو حمض الستريك (أو ملح الليمون) هو حمض عضوي ضعيف يوجد في الموالح. وهو مادة حافظة طبيعية. ويستخدم لإضافة مذاق حمضي للأطعمة والمشروبات. في الكيمياء الحيوية هو وسيط مهم في دورة حمض الستريك وبالتالي فهو يتكون في كل التمثيل الغذائي لكل شيء حي تقريباً. ويخدم أيضاً كعامل منظف للبيئة ويعمل كمضاد للأكسدة. وهو حامض موجود على شكل لامائي وهيدرات احادية.

## الخواص

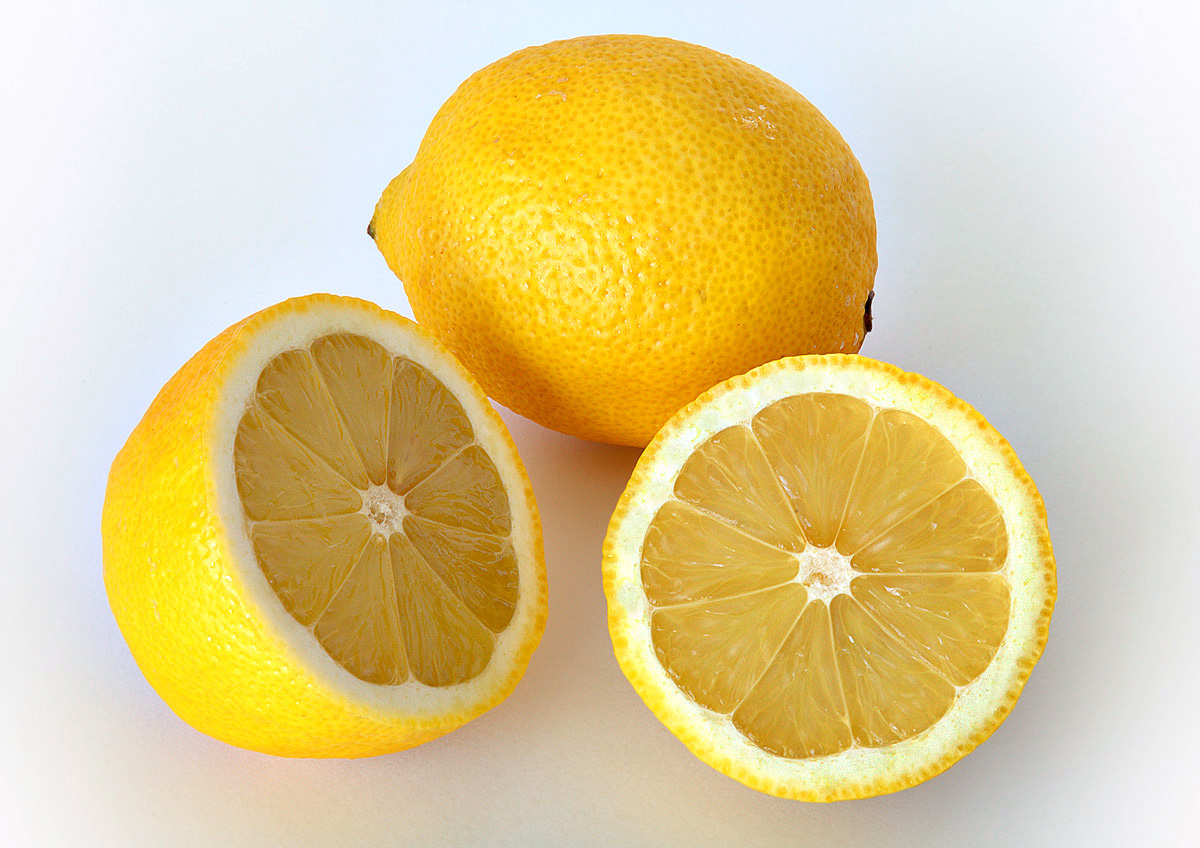
الليمون والبرتقال والحوامض الأخرى تحتوي تركزات عالية من حمض الستريك.

حمض الليمون - أو ما يسمى بحمض الستريك - عبارة عن بلورات عديمة اللون شفافة، عند طحنه؛ يتحول إلى حبيبات بلورية بيضاء أو مسحوق أبيض ناعم تتزهر في الهواء الجاف، وهي شديدة الانحلال بالماء، وتنحل بسهولة في الكحول، ويمتاز بطعمه الحامضي الشديد.
تحفظ المادة عادة في عبوات محكمة الإغلاق في أماكن جافة وباردة.

## الاستعمالات
يستعمل حمض الليمون صيدلانياً كمادة محمضة ومضادة للأكسدة، كما تستعمل أيضاً كمادة موقية، وكعامل ممخلب، وكمنكه.وكذلك يضاف إلى بعض الأغذية بغرض إضافة الطعم الحامضي لها، وكذلك تضاف إلى الصلصة الخاصة بالسلطات لتعزيز النكهة. ويستخدم في التركيبات المعالجة للبشرة والتفتيح.